# Giù la piazza non c'è nessuno
(Incipit)
Giù la piazza non c'è nessuno è un romanzo in chiave autobiografica di Dolores Prato, che narra della sua infanzia vissuta a Treia, paese marchigiano in provincia di Macerata.

## Trama
L'opera più che una storia è una serie di appunti autobiografici dell'autrice sulla sua infanzia vissuta sul finire dell'Ottocento e l'inizio del Novecento. 
Il metodo di lavoro di Dolores Prato è stato prevalentemente: l'accumulo, la sedimentazione, per anni, di materiali prima della scrittura.
La narrazione si svolge in una miriade di oggetti, parole disperse e di persone che appaiono come figure sempre presenti nella mente dell'autrice. La zia le fa da madre ma non ha alcuna predisposizione per svolgere tale ruolo; lo zio, sostituisce la figura paterna, ma senza volere rivestire tale ruolo.
L'andamento del racconto è divagante, discontinuo, fatto di apparizioni momentanee così come lo possono essere i ricordi e il risultato è un testo disarticolato, ma avvincente e sempre vivace.
(Elena Frontaloni)

## Edizioni
- Dolores Prato, Giù la piazza non c'è nessuno, Nuovi coralli, Einaudi, 1980,  p. 282.
- Dolores Prato, Giù la piazza non c'è nessuno, a cura di Giorgio Zampa, Letteratura contemporanea, Mondadori, 1997,  p. 759, ISBN 88-04-42464-8.
- Dolores Prato, Giù la piazza non c'è nessuno, a cura di Giorgio Zampa, Letteratura contemporanea, Mondadori, 2001,  p. 759, ISBN 88-04-42464-8.
- Dolores Prato, Bas la place y'a personne, traduzione e postfazione a cura di Laurent Lombard e Jean-Paul Manganaro, Verdier, 2018, pp.896.
- Dolores Prato, Giù la piazza non c'è nessuno, a cura di Giorgio Zampa, notizia sull'autrice e sul testo di Elena Frontaloni, Quodlibet, 2009,  p. 702, ISBN 978-88-7462-260-3.